# Steven Van Slyke
Steven Van Slyke (19 de julho de 1956) é um químico estadunidense.
É conhecido por seu trabalho sobre diodos orgânicos emissores de luz, desenvolvido na Kodak.

## Publicações
- Spindler JP, Hatwar TK, Miller ME, Arnold AD, Murdoch MJ, Kane PJ, Ludwicki JE, Alessi PJ, Van Slyke SA, Jeffrey P.; Hatwar, Tukaram K.; Miller, Michael E.; Arnold, Andrew D.; Murdoch, Michael J.; Kane, Paul J.; Ludwicki, John E.; Alessi, Paula J.; Van Slyke, Steven A. (janeiro de 2006). «System considerations for RGBW OLED displays». Journal of the Society for Information Display. 14 (1): 37–48. doi:10.1889/1.2166833[ligação inativa]
- Arnold AD, Castro PE, Hatwar TK, Hettel MV, Kane PJ, Ludwicki JE, Miller ME, Murdoch MJ, Spindler JP, Van Slyke SA, Mameno K, Nishikawa R, Omura T, Matsumoto S, A. D.; Castro, P. E.; Hatwar, T. K.; Hettel, M. V.; Kane, P. J.; Ludwicki, J. E.; Miller, M. E.; Murdoch, M. J.; Spindler, J. P. (junho de 2005). «Full-color AMOLED with RGBW pixel pattern». Journal of the Society for Information Display. 13 (6): 525–535. doi:10.1889/1.1974009
- Raychaudhuri, P.K., Madathil, J.K., Shore, J.D., Van Slyke, S.A., Pranab K.; Madathil, J. K.; Shore, Joseph D.; Van Slyke, Steven A. (2004). «Performance enhancement of top- And bottom-emitting organic light-emitting devices using microcavity structures». Journal of the Society for Information Display. 12 (3): 315–321. doi:10.1889/1.1825705
- VanSlyke, S (novembro de 1997). «Organic light emitting displays». IEEE Lasers and Electro-Optics Society Annual Meeting. San Francisco, CA: IEEE. 361 páginas. doi:10.1109/LEOS.1997.630667
- Williams, D.J.; VanSlyke, S.A.; Tang, C.W (junho de 1996). «Recent progress in organic electroluminescent devices». Summaries of papers presented at the Conference on Lasers and Electro-Optics. San Francisco, CA: IEEE. 87 páginas. doi:10.1109/CLEO.1996.864395
- Van Slyke, S.A., Chen, C.H., Tang, C.W., S. A.; Chen, C. H.; Tang, C. W. (1996). «Organic electroluminescent devices with improved stability». Applied Physics Letters. 69 (15): 2160–2162. doi:10.1063/1.117151  This paper has been cited over 700 times as of May 2009 according to ISI Web of Knowledge.
- Tang CW, VanSlyke SA, Chen CH, C. W.; Vanslyke, S. A.; Chen, C. H. (maio de 1989). «Electroluminescence OF Doped Organic Thin-Films». Journal of Applied Physics. 65 (9): 3610–3616. doi:10.1063/1.343409  This paper has been cited over 1800 times as of May 2009 according to ISI Web of Knowledge.
- Tang CW, VanSlyke SA, C. W.; Vanslyke, S. A. (Set 1987). «Organic electroluminescent Diodes». Applied Physics Letters. 51 (12): 913–915. doi:10.1063/1.98799  This paper has been cited over 5500 times as of May 2009 according to ISI Web of Knowledge.